# قتال القوة 2
قتال القوة 2 (بالإنجليزية: Fighting Force 2)‏ ، هي لعبة إلكترونية من نوع أضربهم برحاً، أنتجت عام 1999م، وتعمل على نظامي بلاي ستيشن ودريم كاست.

## وصلات خارجية
- قتال القوة 2 على موقع IMDb (الإنجليزية)

- Fighting Force 2 on Moby Games
- Fighting Force 2 on IGN
- Fighting Force 2 on GameSpot